# دهه ۹۶۰ (میلادی)

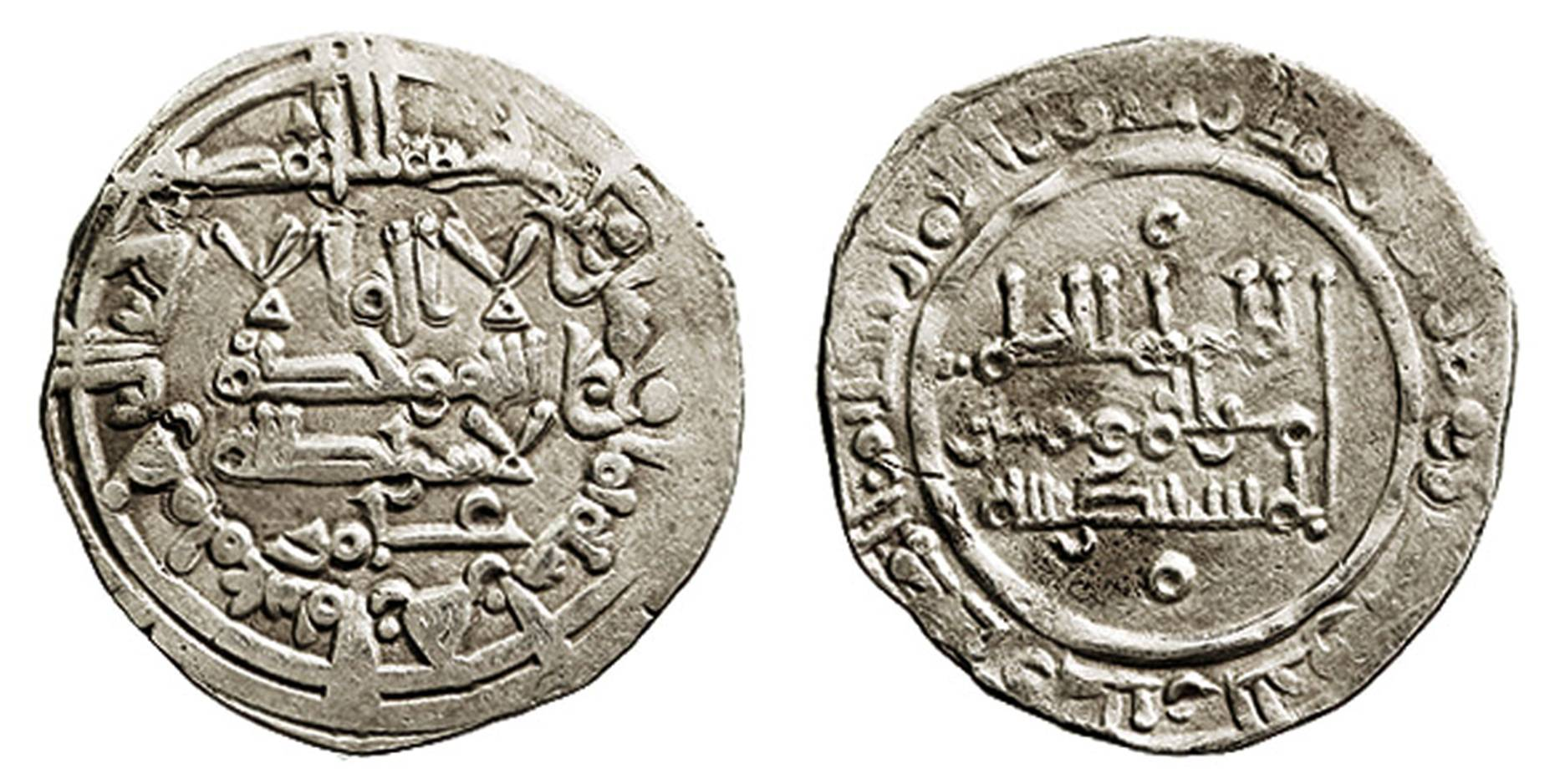
سکه خلیفه قرطبه الحکم دوم. درهم نقره ای مدینه ازهارا. سال 358 هجری (968 یا 969 میلادی).

دهه ۹۶۰ (میلادی) دهه نود و ششم تقویم میلادی است.

## درگذشتگان
‎